# Preding
Preding é um município da Áustria, situado no distrito de Deutschlandsberg, no estado da Estíria. Tem 18,23 km² de área e sua população em 2019 foi estimada em 1.782 habitantes.